# Arhust
Arhust (mongoliska: Архуст, Архуст сум) är ett distrikt i Mongoliet.   Det ligger i provinsen Töv, i den centrala delen av landet, 70 km öster om huvudstaden Ulaanbaatar.